# Craig Kressler
Craig Ross Kressler (* 23. Juni 1961 in Midland, Michigan) ist ein ehemaliger US-amerikanischer Eisschnellläufer.
Seinen ersten Titel gewann Kressler, als er 1975 US-Jugendmeister im Shorttrack wurde. 1977 gewann er nationale Juniorenmeistertitel sowohl im Shorttrack und Eisschnelllauf. Bei der Juniorenweltmeisterschaft 1979 in Grenoble wurde er im Kleinen Vierkampf Dritter, nachdem er die Rennen über 500 m und 3000 m für sich entscheiden konnte. Die Mehrkampf-WM im gleichen Jahr belegte Kressler den 18. Platz. 1980 qualifizierte sich Kressler für die Olympischen Winterspiele in Lake Placid. Über 1000 m belegte er Rang elf, über 1500 m und 5000 m wurde er jeweils 18. Das Rennen über 10.000 m beendete er nach einem Sturz nicht. Wenige Tage später wurde Kressler bei den Juniorenweltmeisterschaften 1980 Vizemeister, nachdem er über 500 m Erster wurde und über 3000 m und 5000 m jeweils auf dem dritten Platz landete. Nach dieser Veranstaltung trat Kressler im Alter von 18 Jahren vom Wettkampfsport zurück.

## Persönliche Bestzeiten
| Strecke  | Zeit         | Datum             | Ort        |
| -------- | ------------ | ----------------- | ---------- |
| 00500 m  | 38,72 s      | 12. Januar 1980   | Davos      |
| 01.000 m | 1:16,45 min  | 12. Januar 1980   | Davos      |
| 01.500 m | 1:58,34 min  | 19. Januar 1980   | Davos      |
| 03.000 m | 4:12,81 min  | 15. Februar 1979  | Innsbruck  |
| 05.000 m | 7:15,90 min  | 20. Januar 1980   | Davos      |
| 10.000 m | 15:49,11 min | 30. Dezember 1979 | West Allis |